# Руханго
Руханго (руанда Ruhango) — город на юге Руанды, на территории Южной провинции. Административный центр одноимённого района.

## Географическое положение
Город находится в центральной части провинции, на расстоянии приблизительно 40 километров к юго-западу от столицы страны Кигали. Абсолютная высота — 1739 метров над уровнем моря.

## Население
По данным официальной переписи 2002 года 43 780 человек составляло население муниципалитета, центром которого являлся город, население которого по материалам переписи 2012 года насчитывало 17 051 жителя.

## Транспорт
Ближайший аэропорт расположен в городе Хуе.